# Lijst van voetbalinterlands Georgië - Kazachstan
Deze lijst van voetbalinterlands is een overzicht van alle officiële voetbalwedstrijden tussen de nationale teams van Georgië en Kazachstan. De voormalige Sovjet-republieken speelden tot op heden zes keer tegen elkaar. De eerste ontmoeting, een kwalificatiewedstrijd voor het Wereldkampioenschap voetbal 2006, werd gespeeld in Almaty op 17 augustus 2005. Het laatste duel, een groepswedstrijd tijdens de UEFA Nations League 2018/19, vond plaats op 19 november 2018 in Tbilisi.

## Wedstrijden
| № | Plaats  | Datum            | Competitie                  | Wedstrijd            | Uitslag |
| - | ------- | ---------------- | --------------------------- | -------------------- | ------- |
| 1 | Almaty  | 17 augustus 2005 | WK 2006 kwalificatie        | Kazachstan – Georgië | 1 – 2   |
| 2 | Tbilisi | 8 oktober 2005   | WK 2006 kwalificatie        | Georgië – Kazachstan | 0 – 0   |
| 3 | Astana  | 14 augustus 2013 | Vriendschappelijk           | Kazachstan − Georgië | 1 − 0   |
| 4 | Tbilisi | 29 maart 2016    | Vriendschappelijk           | Georgië – Kazachstan | 1 – 1   |
| 5 | Astana  | 6 september 2018 | UEFA Nations League 2018/19 | Kazachstan − Georgië | 0 – 2   |
| 6 | Tbilisi | 19 november 2018 | UEFA Nations League 2018/19 | Georgië – Kazachstan | 2 – 1   |

## Samenvatting
| Competitie          | Totaal gespeeld | Winst Georgië | Gelijk | Winst Kazachstan | Doelsaldo Georgië – Kazachstan |
| ------------------- | --------------- | ------------- | ------ | ---------------- | ------------------------------ |
| WK-kwalificatie     | 2               | 1             | 1      | 0                | 2 − 1                          |
| UEFA Nations League | 2               | 2             | 0      | 0                | 4 − 1                          |
| Vriendschappelijk   | 2               | 0             | 1      | 1                | 1 − 2                          |
| Totaal              | 6               | 3             | 2      | 1                | 7 − 4                          |

## Details

### Eerste ontmoeting
| WK 2006 kwalificatie (Almaty, Kazachstan, 17 augustus 2005): |       |                                             |
| Kazachstan                                                   | 1 – 2 | Georgië                                     |
| Daniyar Kenzhekhanov 23'                                     | goals | 50' Georgi Demetradze 82' Georgi Demetradze |

### Tweede ontmoeting
| WK 2006 kwalificatie (Tbilisi, Georgië, 8 oktober 2005): |       |            |
| Georgië                                                  | 0 – 0 | Kazachstan |
|                                                          | goals |            |

### Derde ontmoeting
| Vriendschappelijk (Astana, Kazachstan, 14 augustus 2013): |       |         |
| Kazachstan                                                | 1 – 0 | Georgië |
| Sergej Chizjnitsjenko 17'                                 | goals |         |

### Vierde ontmoeting
| Vriendschappelijk (Tbilisi, Georgië, 29 maart 2016):                                                                                   |       |                     |
| Georgië | 1 – 1 | Kazachstan          |
| Tornike Okriasjvili 38' | goals | 35' Azat Nurgalijev |
| - Debuut van Giorgi Aboerdzjania (Gimnàstic de Tarragona), Nika Kvekveskiri (Inter Bakoe) en Nika Katsjarava (FK Rostov) voor Georgië. |       |                     |

GFF · A-internationals · Bondscoaches · Statistieken · Georgisch vrouwenelftal · Georgië U21 · Georgië U20 · Georgië U19 · Georgië U18 · Georgië U17 · Georgië U16
1990 – 1999 ·
2000 – 2009 ·
2010 – 2019 ·
2020 − 2029
1990 · 
1991 · 
1992 · 
1993 · 
1994 · 
1995 · 
1996 · 
1997 · 
1998 · 
1999 · 
2000 · 
2001 · 
2002 · 
2003 · 
2004 · 
2005 · 
2006 · 
2007 · 
2008 · 
2009 · 
2010 · 
2011 · 
2012 · 
2013 · 
2014 · 
2015 ·
2016 ·
2017 ·
2018 ·
2019 ·
2020 ·
2021 ·
2022 ·
2023 ·
2024
Albanië ·
Andorra ·
Armenië ·
Azerbeidzjan ·
Bosnië en Herzegovina ·
Bulgarije ·
Cyprus ·
Denemarken ·
Duitsland ·
Egypte ·
Engeland ·
Estland ·
Faeröer ·
Finland ·
Frankrijk ·
Gibraltar ·
Griekenland ·
Hongarije ·
Ierland ·
IJsland ·
Iran ·
Israël ·
Italië ·
Jordanië ·
Kameroen ·
Kazachstan ·
Kosovo ·
Kroatië ·
Letland ·
Libanon ·
Liechtenstein ·
Litouwen ·
Luxemburg ·
Malta ·
Marokko ·
Moldavië ·
Mongolië ·
Montenegro · 
Nederland ·
Nieuw-Zeeland ·
Nigeria ·
Noord-Ierland ·
Noord-Macedonië ·
Noorwegen ·
Oekraïne ·
Oezbekistan ·
Oostenrijk ·
Paraguay ·
Polen ·
Portugal ·
Qatar ·
Roemenië ·
Rusland ·
Saint Kitts en Nevis ·
Saoedi-Arabië ·
Schotland ·
Servië ·
Slovenië ·
Slowakije ·
Spanje ·
Thailand ·
Tsjechië ·
Tunesië ·
Turkije ·
Uruguay ·
Verenigde Arabische Emiraten ·
Wales ·
Wit-Rusland ·
Zuid-Afrika ·
Zuid-Korea ·
Zweden ·
Zwitserland
KFF · A-internationals · Bondscoaches · Statistieken · Kazachs vrouwenelftal · Olympisch elftal · Kazachstan U21 · Kazachstan U20 · Kazachstan U19 · Kazachstan U18 · Kazachstan U17
1992 – 1999 · 2000 – 2009 · 2010 – 2019 · 2020 – 2029
1992 · 1993 · 1994 · 1995 · 1996 · 1997 · 1998 · 1999 · 2000 · 2001 · 2002 · 2003 · 2004 · 2005 · 2006 · 2007 · 2008 · 2009 · 2010 · 2011 · 2012 · 2013 · 2014 · 2015 · 2016 · 2017 · 2018 · 2019 · 2020 · 2021 · 2022 · 2023 ·
2024 · 2025
Albanië ·
Andorra ·
Armenië ·
Azerbeidzjan ·
Bahrein ·
België ·
Bosnië en Herzegovina ·
Bulgarije ·
Burkina Faso ·
China ·
Curaçao ·
Cyprus ·
Denemarken ·
Duitsland ·
Engeland ·
Estland ·
Faeröer ·
Finland ·
Frankrijk ·
Georgië ·
Griekenland ·
Hongarije · 
Ierland ·
IJsland ·
Irak ·
Iran ·
Japan ·
Jordanië ·
Kirgizië ·
Koeweit ·
Kroatië ·
Laos ·
Letland ·
Libanon ·
Libië ·
Liechtenstein ·
Litouwen ·
Litouwen ·
Luxemburg ·
Malta ·
Moldavië ·
Montenegro ·
Nederland ·
Nepal ·
Noord-Ierland ·
Noord-Korea ·
Noord-Macedonië ·
Noorwegen ·
Oekraïne ·
Oezbekistan ·
Oman ·
Oostenrijk ·
Pakistan ·
Palestina ·
Polen ·
Portugal ·
Qatar ·
Roemenië ·  
Rusland ·
San Marino ·
Saoedi-Arabië ·
Schotland ·
Servië ·
Singapore ·
Slovenië ·
Slowakije ·
Syrië ·
Tadzjikistan ·
Thailand ·
Tsjechië ·
Turkmenistan ·
Turkije ·
Verenigde Arabische Emiraten ·
Vietnam ·
Wales ·
Wit-Rusland ·
Zuid-Korea ·
Zweden